# 세일리시해

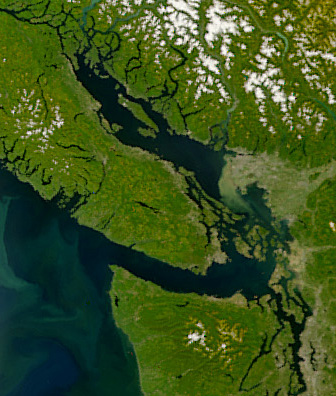

세일리시해(Salish Sea)는 캐나다 브리티시컬럼비아주와 미국 워싱턴주에 걸친 태평양의 해역이다. 조지아 해협(Strait of Georgia), 후안 데 푸카 해협(Strait of Juan de Fuca), 퓨젓 사운드(Puget Sound)로 이루어지며 복잡한 해협(channel)과 수로망을 포함한다. 조지아 해협 북단의 디스커버리 제도 해협에서부터 퓨젓 사운드 남단의 버드만(Budd Inlet)까지 뻗쳐 있다. 밴쿠버섬과 올림픽반도에 의해 나머지 태평양과 부분적으로 분리되어 있다. 해안 지역의 대부분은 태평양 북서부의 대도시권으로, 북쪽에는 밴쿠버 도시권과 남쪽에는 시애틀 도시권이 위치하며 약 8백만 명 이상의 인구가 거주한다.
세일리시해라는 용어는 1988년 워싱턴주 벨링햄에 위치한 헉슬리 환경 대학의 지리학자 Bert Webber 교수가 처음 사용하였다. 이름은 이 지역의 원주민족인 해안 세일리시족(Coast Salish)에서 유래한 것이다. 이후 캐나다와 미국에서 공인되었으나 일상적으로 쓰이고 있지는 않다.

## 같이 보기
- 태평양 북서부